# Finale del campionato europeo maschile di calcio 1972
La finale del campionato europeo di calcio 1972 si disputò domenica 18 giugno 1972 allo Stadio Re Baldovino di Bruxelles tra le nazionali di Germania Ovest e Unione Sovietica.

## Le squadre
| Squadre          | Finali disputate in precedenza (il grassetto indica la vittoria) |
| ---------------- | ---------------------------------------------------------------- |
| Germania Ovest   | Nessuna                                                          |
| Unione Sovietica | 2 (1960, 1964)                                                   |

## Antefatti
Entrambe le squadre si qualificarono per la fase finale da imbattute, con 10 punti ciascuna (frutto di 4 vittorie e 2 pareggi). Nei quarti eliminarono 2 delle partecipanti alla precedente edizione, l'Inghilterra e la Jugoslavia.

## Cammino verso la finale
In semifinale la Germania Ovest batte per 2-1 il Belgio mente l'Unione Sovietica centra la sua terza finale battendo di misura 1-0 l'Ungheria.

### Tabella riassuntiva del percorso
Note: In ogni risultato sottostante, il punteggio della finalista è menzionato per primo.
| Germania Ovest | Germania Ovest | Germania Ovest | Germania Ovest | Turno                       | Unione Sovietica | Unione Sovietica | Unione Sovietica | Unione Sovietica |
| -------------- | -------------- | -------------- | -------------- | --------------------------- | ---------------- | ---------------- | ---------------- | ---------------- |
| Avversario     | Risultato      | Risultato      | Risultato      | Fase a eliminazione diretta | Avversario       | Risultato        | Risultato        | Risultato        |
| Belgio         | 2-1            | 2-1            | 2-1            | Semifinali                  | Ungheria         | 1-0              | 1-0              | 1-0              |

## La partita
Nel primo tempo, i tedeschi sbloccarono il risultato con Gerd Müller: fu l'unica rete dei primi 45'. Nel corso della ripresa, i sovietici non trovarono la via del pari: subirono altri 2 gol, uno dei quali dallo stesso centravanti. L'attaccante, allora in forza al Bayern Monaco, risultò capocannoniere del torneo avendo già segnato 2 volte anche ai belgi.

## Tabellino
| Arbitro: | Ferdinand Marschall |

|                               |           |  |
| G. Müller 27’, 58’ Wimmer 52’ | Marcatori |  |

| Germania Ovest | Unione Sovietica |

|              |    |                          |  |
|              |    |                          |  |
| P            | 1  | Sepp Maier               |  |
| D            | 5  | Franz Beckenbauer        |  |
| D            | 2  | Horst-Dieter Höttges     |  |
| D            | 4  | Hans-Georg Schwarzenbeck |  |
| D            | 3  | Paul Breitner            |  |
| C            | 6  | Herbert Wimmer           |  |
| C            | 8  | Uli Hoeneß               |  |
| C            | 10 | Günter Netzer            |  |
| A            | 9  | Jupp Heynckes            |  |
| A            | 13 | Gerd Müller              |  |
| A            | 11 | Erwin Kremers            |  |
| Allenatore:  |    |                          |  |
| Helmut Schön |    |                          |  |

|                     |    |                     |             |     |
|                     |    |                     |             |     |
| P                   | 1  | Evgenij Rudakov     |             |     |
| D                   | 2  | Revaz Dzodzuashvili |             |     |
| D                   | 3  | Murtaz Khurtsilava  | Ammonizione |     |
| D                   | 12 | Volodymyr Kaplyčnyj | 43’         |     |
| D                   | 13 | Jurij Istomin       |             |     |
| C                   | 6  | Anatolij Kon'kov    |             |     |
| C                   | 7  | Vladimir Troshkin   |             |     |
| C                   | 14 | Viktor Kolotov      |             | 46’ |
| A                   | 8  | Anatolij Bajdačnyj  |             |     |
| A                   | 9  | Anatoli Banişevski  |             | 66’ |
| A                   | 18 | Volodymyr Onyščenko |             |     |
| Sostituzioni:       |    |                     |             |     |
| C                   | 15 | Oleg Dolmatov       |             | 46’ |
| A                   | 11 | Eduard Kozynkevych  |             | 66’ |
| Allenatore:         |    |                     |             |     |
| Aleksandr Ponomarëv |    |                     |             |     |